# Rugby Park
Der Rugby Park (durch Sponsorvertrag offiziell BBSP Stadium, Rugby Park) ist ein Fußballstadion in der schottischen Stadt Kilmarnock, Vereinigtes Königreich. Es ist die Heimspielstätte und Eigentum des Fußballvereins FC Kilmarnock.

## Geschichte
Das Stadion wurde am 1. August 1899 eröffnet. Zu diesem Anlass traten die Hausherren gegen Celtic Glasgow an. Nachdem man 0:2 zurücklag, endete die Partie mit einem 2:2-Unentschieden. Der Main Stand erfuhr in den Jahren 1961 und 1989 eine Renovierung. Im Sommer 1968 verbesserte man die Flutlichtanlage, was Fernseh-Live-Übertragungen ermöglichte. Nach dem letzten Spiel FC Kilmarnock gegen die Glasgow Rangers (1:0) am 7. Mai 1994 begann am nächsten Tag der Abriss des alten Rugby Park.
Die Spielstätte wurde in ein reines Fußballstadion umgebaut, das ausschließlich mit Sitzplätzen ausgestattet ist. Die Eröffnung des Neubaus fand am 6. August 1995 vor 10.004 Zuschauern statt und der FC Kilmarnock traf auf die Blackburn Rovers (0:5). Im Sommer 1999 bekam das Spielfeld eine Rasenheizung und zwei Jahre später ein Drainage-System. Die Drainage-Anlage war im Betrieb aber so laut, dass sich Anwohner davon gestört fühlten. Daraufhin musste der Verein auf Kunststoffplanen zurückgreifen, unter die Warmluft geblasen wird.
Der Rugby Park fasst heute auf seinen vier überdachten Zuschauerrängen 18.128 Zuschauer. Im Juni 2002 eröffnete der Klub das Vier-Sterne-Hotel „Park Hotel“ mit 50 Betten in direkter Nachbarschaft zum Stadion. 2004 öffnete im Main Stand eine neue Sportbar. Im Stadion finden auch Konzerte statt, so trat z. B. der britische Sänger Sir Elton John hier auf.
Zur Scottish Premiership 2014/15 wurde das natürliche Spielfeld gegen einen Kunstrasen ausgetauscht. Damit wurde in der Spielzeit in zwei Stadien (New Douglas Park in Hamilton) auf künstlichem Grün gespielt.
Im November 2019 baute der FC Kilmarnock, als zweiter schottischer Club nach Celtic, auf dem East Stand und dem Moffat Stand sichere Stehplätze (Safe Standing) ein. Die 324 Plätze wurden komplett von Fans des Clubs finanziert.
Im August 2020 wurde das Unternehmen von Clubpräsident Billy Bowie, Billy Bowie Special Projects (BBSP), Namenssponsor des Stadions. Der Name Rugby Park sollte erhalten bleiben, deshalb trägt es die Bezeichnung BBSP Stadium, Rugby Park.
Der FC Kilmarnock möchte zu Beginn der Saison 2025/26 im Rugby Park auf eine Rasenspielfäche zurückkehren.

## Tribünen
- Main Stand – (West, Haupttribüne)
- East Stand – (Ost, Gegentribüne)
- Moffat Stand – (Süd, Hintertortribüne)
- Chadwick Stand – (Nord, Hintertortribüne, Gästerang)

## Spiele der schottischen Fußballnationalmannschaft
Der Hampden Park in Glasgow ist das Heimstadion der schottischen Fußballnationalmannschaft der Männer. Zu vier Partien trat man aber in Kilmarnock an.
- 24. Mär. 1894:  Schottland –  Wales 5:2 (British Home Championship 1894)
- 05. Mär. 1910:  Schottland –  Wales 1:0 (British Home Championship 1910)
- 29. Mär. 1997:  Schottland –  Estland 2:0 (Qualifikation zur WM 1998)
- 27. Mai 1997:  Schottland –  Wales 0:1 (Freundschaftsspiel)

## Besucherrekord und Zuschauerschnitt
Der Besucherrekord stammt vom 10. März 1962. Die Begegnung FC Kilmarnock gegen die Glasgow Rangers im Scottish FA Cup 1961/62 führte 35.995 Zuschauer in den Rugby Park.
- 2014/15: 4.076 (Scottish Premiership)
- 2015/16: 3.993 (Scottish Premiership)
- 2016/17: 5.065 (Scottish Premiership)
- 2017/18: 5.391 (Scottish Premiership)
- 2018/19: 6.895 (Scottish Premiership)
- 2019/20: 5.856 (Scottish Premiership)